# Франклин (окръг, Илинойс)
Вижте пояснителната страница за други населени места с името Франклин.
Окръг Франклин (на английски: Franklin County) е окръг в щата Илинойс, Съединени американски щати. Площта му е 1116 km², а населението - 39 018 души (2000). Административен център е град Бентън.